# Rosalba approximata
Rosalba approximata là một loài bọ cánh cứng trong họ Cerambycidae.